# Phylica piloburmensis
Espèce
Phylica piloburmensis est une plante fossile de la famille des Rhamnaceae datée de 99 millions d'années.

## Présentation
Elle a été découverte, fossilisée dans de l'ambre, dans une grotte birmane.
Cette plante reste proche (malgré près de 100 millions d'années d'écart) des Phylica actuelles, constitutives du fynbos sud-africain.
Elle a été découverte avec une autre Rhamnaceae, Eophylica priscastellata, d'un nouveau genre, groupe frère du genre Phylica, dans les grottes Hkamti et Tanaing,.
Ces deux fossiles témoignent du développement rapide des plantes à fleur entre 135 et 65 millions d'années (et avec elles des formes de vie terrestres qui deviennent aussi diversifiées que les formes marines). Cette évolution rapide avait mis Charles Darwin dans l’embarras, faute d'avoir été en mesure de retracer la progressivité de leur évolution. D'après les auteurs, elles « témoignent de l'adaptation aux sècheresses saisonnières, mais également aux feux de forêt récurrents ».